# ديف ترافيس
ديف ترافيس (بالإنجليزية: Dave Travis)‏ هو رامي الرمح ‏ بريطاني، ولد في 9 سبتمبر 1945 في تويكنهام في المملكة المتحدة.

## وصلات خارجية
- ديف ترافيس على موقع اللجنة الأولمبية الدولية (الإنجليزية)
- ديف ترافيس على موقع أوليمبيديا (الإنجليزية)
- ديف ترافيس على موقع اللجنة الأولمبية البريطانية (الإنجليزية)
- ديف ترافيس على موقع اتحاد ألعاب الكومنولث (مؤرشف) (الإنجليزية)